# Union des écrivaines et des écrivains québécois
L’Union des écrivaines et des écrivains québécois ou UNEQ est un syndicat professionnel et une association professionnelle reconnue qui regroupe 1 600 écrivains au Québec.

## Bref historique

### Fondation de l'UNEQ
L'écrivain Jacques Godbout, appuyé par Hubert Aquin, Jacques Brault, André Major et Pierre Morency, est à l'origine de l'UNEQ. Ils formaient le comité provisoire en charge de préparer la création de l'union. Les bases ont été jetées lors de la Cinquième Rencontre internationale québécoise des écrivains, un colloque organisé par la revue Liberté en 1976,.
L'Union des écrivains québécois, association non partisane, est fondée le lundi 21 mars 1977 par une cinquantaine d'écrivains lors de la première assemblée des membres qui se déroule à la Maison Duvernay (82 rue Sherbrooke ouest, Montréal),,. Au moment de sa fondation, l'Union des écrivains québécois est formée de 77 membres en règle. Le premier exécutif élu est formé de Jacques Godbout, Nicole Brossard, Marcel Godin, André Major et Pierre Morency.
Dès la première année d'existence de l'UNEQ, trois comités de travail sont mis en place: un premier sur le droit d'auteur, un second visant à promouvoir littérature dans l'espace médiatique nationale et un troisième qui explore la promotion de la lecture et des oeuvres littéraires au sein des institutions d'enseignement. L'UNEQ se donne donc pour mandat la promotion et la diffusion de la littérature québécoise ainsi que la défense des droits sociaux et économiques des professionnels de la littérature. L'un des objectifs premiers de l'association est de faire reconnaître les droits des écrivains québécois, notamment en proposant un contrat-type à ses membres,. À cela s'ajoute: l'établissement d'un secrétariat permanent; la représentation du membrariat auprès des éditeurs; une offre de services juridiques; une relation suivi avec les acteurs de l'écosystème économique et symbolique du livre (librairies, médias, associations d'auteurs, écoles et universités); la création et la valorisation d'opportunités d'échanges professionnels aux plans local et international; la création et la gestion de dons et de fonds d'urgence.

### Reconnaissance gouvernementale
L'UNEQ a été fondée sous la Loi des syndicats professionnels du Québec. Avec l'adoption, à la fin de l'année 1988, de la Loi sur le statut professionnel des artistes des arts visuels, des métiers d'art et de la littérature et sur leurs contrats avec les diffuseurs (Loi 78), les auteurs et autrices obtiennent une reconnaissance sur le plan juridique,. En 1989, le ministère du Revenu reconnaît officiellement le statut d'organisme à vocation artistique de l'UNEQ. L'Union est, depuis, reconnue comme association représentative des artistes de la littérature en vertu de la Loi québécoise sur le statut de l'artiste lui permettant de négocier des accords-cadres précisant les conditions d'embauche des travailleurs autonomes dans le domaine de la littérature,.

### Liens associatifs et affiliation syndicale
L'UNEQ est membre de la Coalition pour la diversité des expressions culturelles. En date du 4 mai 2024, les membres de l'UNEQ ont voté en faveur d'une affiliation à la FNCC-CSN (Fédération nationale des communications et de la culture de la Confédération des syndicats nationaux).

## Défense des droits socio-économiques des auteurs et autrices

### Fonds de secours Yves-Thériault
En 1982, à la suite de l'absence d'attribution du Prix Jean-Béraud-Molson, dans le cadre de la cinquième édition du Salon du livre de Montréal, Louis-Philippe Hébert (écrivain), l'un des jurés, suggère la création d'un fonds de secours pour les écrivains,.

### Soutien juridique
En 1983, l'UNEQ offre à ses membres un nouveau service, à savoir la couverture des frais d'une première consultation juridique dans le cas d'un litige avec un éditeur.

### Vers une refonte de la Loi sur le droit d'auteur
D'abord favorables à une telle idée, l'UNEQ et le Centre d'essai des auteurs dramatiques (CEAD) s'unissent pour dénoncer la mise sur pied d'une société de gestion des droits d'auteur par le Gouvernement du Québec, une annonce faite sans la concertation avec des acteurs du milieu littéraire. D'autres organismes, dont l'Association des traducteurs littéraires et Intermède musique, se joignent à l'UNEQ et au CEAD pour former le Regroupement pour la perception des droits d'auteur. Celui-ci s'oppose à l'attribution d'une subvention gouvernementale à la Société de gestion des droits d'auteurs (SGDA) qui ne représenterait pas, selon l'UNEQ, l'ensemble des secteurs de la création culturelle et souhaite que le milieu de la création soit justement représentée. Sur fond de désaccords et malgré un protocole de collaboration les liant depuis 1981, l'UNEQ coupe les liens avec la SGDA.
De façon parallèle, au mois de mars 1982, la Conférence des associations de créateurs et créatrices du Québec à laquelle l'UNEQ se lie prenait forme. En décembre 1982, la Conférence dépose un mémoire dont l'objectif premier est la reconnaissance du droit des créateurs à bénéficier de leurs activités artistiques et de leurs oeuvres, le tout en vue d'une refonte de la Loi sur le droit d'auteur remontant à 1924. Une trentaine de recommandations sont faites dans ce contexte, dont la fin des licences non volontaires, la pleine liberté d'exploitation d'une oeuvre par son auteur et la mise en place d'un tribunal relatif au droit d'auteur. Les membres de la Conférence demandent que les termes utilisés dans la formulation d'une nouvelle loi soient suffisamment flexibles pour inclure des développements technologiques futurs pouvant avoir un impact sur le secteur culturel.

### Reprographie, prêts en bibliothèque et création de Copibec
En 1984, l'UNEQ conclut une entente avec le Ministère de l'Éducation du Québec quant à l'attribution de droits de reprographie au secteur de l'enseignement collégial et qui s'applique à un répertoire de 20,000 oeuvres littéraires,. Ces licences s'appliquent alors seulement aux institutions gouvernementales et au secteur privé,. Les versements relatifs aux droits de reprographie sont versés pour la première fois en 1985. En 1989, une nouvelle entente intervient entre l'UNEQ et la Conférence des recteurs et des principaux des universités du Québec (CREPUQ). Les enseignants des vingt établissements signataires, qui s'engagent à remplir des formulaires de contrôle, n'ont plus à obtenir d'autorisation préalable des titulaires des droits des oeuvres photocopiées et ces copies ne peuvent représenter plus de 25 pages ou 10% de l'oeuvre. Cette entente est valide jusqu'au 30 juin 1993.
En 1987, les premiers paiements sont émis aux auteurs et autrices dans le cadre du programme de prêts entre bibliothèques.
En 1997, l'UNEQ et l'Association nationale des éditeurs de livres s'entendent afin de créer Copibec, une société de gestion collective des droits de reproduction.

## Valorisation de la littérature québécoise

### Fondation Lire pour réussir
En 1979, les administrateurs de l'Union des écrivains québécois créent La Fondation Gabrielle Roy qui reste cependant inactive.

### Des rencontres avec les écrivaines et les écrivains
En 1981, avec la collaboration de l'organisme Communication-Jeunesse, l'UNEQ met en place un programme de rencontres avec des autrices et auteurs à destination des jeunes du primaire et du secondaire. Ce programme s'ajoute alors à celui des Tournée-rencontres, coordonné par l'UNEQ et financé par le Conseil des arts du Canada, visant un public général. Mises en place en 1979, les Tournées-rencontres sont toujours administrées par l'Union[source secondaire souhaitée].

### Prix littéraires
En 1980, en collaboration avec le Journal de Montréal, l'UNEQ crée les Prix littéraires du Journal de Montréal. La première cérémonie de remise des prix se déroule dans le cadre du Salon du livre de Montréal. Le Grand Prix littéraire du Journal de Montréal est décerné à l'écrivain, traducteur, journaliste et éditeur Michel Beaulieu pour le premier tome de Desseins, une rétrospective de son oeuvre publiée aux Éditions de l'Hexagone. Le prix des jeunes auteurs est quant à lui attribué à Yolande Villemaire pour son livre La vie en rose, publié aux éditions Les Herbes rouges.
En 1983, la brasserie Molson, l'Académie des lettres du Québec et l'UNEQ s'associent pour créer le Prix Molson du roman de l'Académie des lettres du Québec,,. Le premier lauréat du prix est Jacques Folch-Ribas pour son roman Le valet de plume, publié aux éditions Acropole.

### Programme de parrainage
En 1991, l'UNEQ met sur pied un programme de parrainage permettant à des jeunes auteurs d'être soutenus dans leur processus d'écriture par un auteur professionnel.

### Le Festival international de la littérature
En 1994, l'UNEQ présente une première édition du Festival de la littérature qui deviendra plus tard le Festival international de la littérature (FIL). L'UNEQ coordonne l'événement durant dix ans,. offrant ainsi un espace à la littérature qui ne se déroule pas en contexte scolaire ou en bibliothèque. À partir de 2005, le FIL devient pleinement autonome,.

### La Maison des écrivains
À l'automne 1992, l'UNEQ ouvre officiellement la Maison des écrivains, sise au 3492, avenue Laval (Carré Saint-Louis) à Montréal. L'acquisition de la propriété, en 1990, est rendu possible par un soutien financier de la Ville de Montréal,,. Elle sert notamment de lieu rencontre et de transit pour les écrivaines et écrivains de passage provenant, notamment, de régions éloignées. On y trouve les bureaux des employés, des aires dédiées aux rencontres de toutes sortes (animations, festivités, réunions) ainsi qu'un centre de documentation au sous-sol. Le Secrétariat de l'UNEQ était auparavant situé au 964 rue Cherrier à Montréal.

### Bourse Jean-Pierre Guay – Caisse Desjardins de la Culture
En 2013, l'UNEQ crée la bourse Jean-Pierre Guay nommée en hommage à l'ancien président de l'UNEQ (décédé en 2011). Elle vise à soutenir des projets d'écriture sur le point d'être complétés. La bourse d'un montant de 3000$ est attribuée pour la première fois à l'auteur Jonathan Harnois.

## Publications

### Dictionnaires et répertoires
Dans le cadre de son mandat de valorisation, une première publication de l'UNEQ, visant à faire la promotion des écrivaines et écrivains membres et la familiarisation du public lecteur avec ceux-ci, est lancée en 1979. Le Petit dictionnaire des écrivains comporte des photographies ainsi que des notices biographiques et bibliographiques à propos des 214 membres de l'époque,. En 1983, l'UNEQ fait paraître, aux éditions Québec Amérique, le Dictionnaire des écrivains québécois contemporains (1970-1982). L'ouvrage, principalement assuré par Yves Légaré, propose environ 700 fiches d'auteurs et d'autrices comportant des notices biobibliographiques, des mentions d'études et des illustrations.
Le répertoire Les écrivaines du Québec, publié en 1988 et présenté à l'occasion de la 3e Foire internationale du livre féministe. Les écrivaines membres de l'UNEQ qui participent à l'événement bénéficient dans l'ouvrage d'une notice biobibliographique dans la première partie. L'ensemble des écrivaines membres sont mentionnées plus brièvement dans la seconde moitié. Comme le souligne Isabelle Boisclair dans sa thèse de doctorat, le membrariat de l'UNEQ n'est constitué, à cette période, que d'environ 40% de femmes, [source secondaire souhaitée].  

### Guides pratiques
Avec pour objectif de faire connaître le secteur littéraire aux auteurs et autrices voulant s'engager dans une carrière littéraire, l'UNEQ publie en 1981 une première édition du livre Le métier d'écrivain: guide pratique pour ceux et celles qui veulent vivre de leur plume au Québec. Cet ouvrage détaille l'importance du contrat avec l'éditeur et les éléments qui devraient y figurer, liste les associations existantes qui permettent de soutenir les auteurs et autrices, des maisons d'éditions et des périodiques, des prix littéraires auquel ces derniers peuvent soumettre leur candidature, des médias écrit et parlés susceptibles de promouvoir leur travail ainsi que les dispositions fiscales à prévoir,,. L'ouvrage est mis à jour et réédité en 1988 et en 1995. 
En 1988, avec la montée en popularité de l'ordinateur personnel, l'UNEQ publie l'ouvrage Écrivain et ordinateur, dont la recherche et la rédaction est effectuée par Yves Leclerc. Ouvrage de vulgarisation, il est question de différentes options d'ordinateurs sur le marché, des périphériques utiles, des logiciels utiles pour la rédaction de textes et de configurations types[source secondaire souhaitée]. 
En 1989, l'UNEQ publie le guide Écrivain et impôt préparé par Richard Shedleur. Cet ouvrage paraît plus tard sous le titre Guide de l'impôt pour les artistes de la littérature et est mis à jour régulièrement, maintenant par Chantal Shedleur,. 

### Les Cahiers de l'Union
Au cours du dernier trimestre de l'année 1984, l'UNEQ lance la collection Les Cahiers de l'Union. Ces ouvrages touchent à des sujets variés d'ordre littéraire et culturel ainsi qu'à des éléments du métier d'écrivain.  
- Paul Chamberland, Mise à distance de toute technologie (conférence), Les Cahiers de l'Union, no 1, 1984, 24 p.  (ISBN 2-920088-05-X)
- Jacques Robin, Culture et technologie: Fusion ou collision? (conférence), Les Cahiers de l'Union, no 2, 1984, 40 p.  (ISBN 2-920088-03-3)
- Jean-Pierre Guay (synthèse), Culture et technologie: le texte de plusieurs textes, Les Cahiers de l'Union, no 3, 1984, 24 p.  (ISBN 2-920088-06-8)
- Conférence des associations de créateurs et créatrices du Québec, De Gutenberg à Télidon ou comment ne pas aller au bout d'une idée ou la réforme inachevée ou..., Les Cahiers de l'Union, no 4, 1984, 32 p. (ISBN 2-920088-06-8)
- La photocopie dans les établissements d'enseignement du Québec, Les Cahiers de l'Union, no 5, 1985, 36 p. (ISBN 2-920088-06-8)

### Ouvrages collectifs
En 1988, aux Éditions de l'Hexagone, l'UNEQ fait paraître le collectif Montréal des écrivains qui rassemble les textes de 43 auteurs et autrices (poètes, romanciers, linguistes et historiens) qui témoignent à leur manière la ville de Montréal et son caractère littéraire.
La même année, l'UNEQ publie, en collaboration avec VLB éditeur, l'ouvrage Assemblées publiques, résolutions et déclarations de 1837-1838 qui, pour la première fois, rassemble l'intégralité des déclarations et des résolutions votées par les Patriotes 150 ans après les faits. Les textes sont recueillis et présentés par l'historien Jean-Paul Bernard avec le soutien d'une dizaine de collaborateurs et collaboratrices. Bruno Roy en signe la préface.
En 1994, l'ouvrage Développement et rayonnement de la littérature québécoise: un défi pour l'an 2000 est publié chez Nuit Blanche éditeur. Actes du colloque éponyme s'étant déroulé en 1992 dans le cadre du 60e congrès de l'Acfas, cet ouvrage dirigé par l'UNEQ et rassemblant des résumés de discussions et des textes d'auteurs, de journalistes et de chercheurs, dressent un portrait de la littérature québécoise de l'époque sous différents angles, dont sa place dans la culture à l'échelle nationale et internationale, sa promotion et sa diffusion dans un contexte médiatique changeant à l'approche du 21e, les conditions de sa réception et son enseignement dans les institutions scolaires. Les conditions de travail des auteurs et des relations de ceux-ci avec les éditeurs font aussi partie des thèmes abordés,. 